# سيدريك كوليت
سيدريك كوليت (بالفرنسية: Cédric Collet)‏ هو لاعب كرة قدم فرنسي في مركز الوسط، ولد في 7 مارس 1984 في بريتني سور أورج في فرنسا. شارك مع منتخب غوادلوب لكرة القدم. أما مع النوادي، فقد لعب مع ستاد ريمس وستاندارد لييج ونادي بريست ونادي بوفيه ونادي بيرا مار ونادي تور ونادي سيدان ونادي كريتيل ونادي مونز.

## وصلات خارجية
- سيدريك كوليت على موقع رابطة كرة القدم الفرنسية للمحترفين (الإنجليزية)
- سيدريك كوليت على موقع قاعدة بيانات كرة القدم.إي يو (الإنجليزية)
- سيدريك كوليت على موقع ليكيب (الفرنسية)
- سيدريك كوليت على موقع ناشيونال فوتبول تيمز (الإنجليزية)
- سيدريك كوليت على موقع Soccerway.com (الإنجليزية)
- سيدريك كوليت على موقع عالم كرة القدم.نت (الإنجليزية)